# Liste von Terroranschlägen in Norwegen
Die Liste von Terroranschlägen in Norwegen beinhaltet eine Übersicht über in Norwegen geschehene Terroranschläge.

## Erläuterung
In der Spalte Politische Ausrichtung ist die politische bzw. weltanschauliche Einordnung der Täter angegeben: faschistisch, rassistisch, nationalistisch, nationalsozialistisch, sozialistisch, kommunistisch, antiimperialistisch, islamistisch (schiitisch, sunnitisch, deobandisch, salafistisch, wahhabitisch), hinduistisch. Bei vorrangig auf staatliche Unabhängigkeit oder Autonomie zielender Ausrichtung ist autonomistisch vorangestellt, gefolgt von der Region oder der Volksgruppe und ggf. weiteren Merkmalen der Täter: armenisch, irisch (katholisch), kurdisch, tirolisch, tschetschenisch, dagestanisch, punjabisch (sikhistisch), palästinensisch.
- Wenn die Zahl der Opfer 20 oder mehr beträgt, wird sie fett dargestellt. Wenn die Zahl der Opfer 50 oder mehr beträgt, wird sie außerdem unterstrichen.
- Die Zahl bei den Anschlägen getöteter/verletzter Täter ist in Klammern ( ) gesetzt.

## Liste
| Datum/Beginn      | Ort         | Artikel/Quelle(n)                  | Täter                             | Politische Ausrichtung                 | Mittel                      | Ziel                                   | Tote | Verletzte | Hintergrund |
| ----------------- | ----------- | ---------------------------------- | --------------------------------- | -------------------------------------- | --------------------------- | -------------------------------------- | ---- | --------- | ----------- |
| 01. November 1987 | Oslo        | [ 1 ]                              |                                   |                                        | Sprengstoff                 | Polizeipräsidium                       | 1    | 6         |             |
| 21. März 1992     | Oslo        | [ 2 ]                              | PKK                               | autonomistisch, kurdisch-sozialistisch | Äxte, Hammer, Brandstiftung | Türkische Botschaft                    | 0    | 1         |             |
| 26. Januar 2001   | Oslo        | [ 3 ]                              | Neonazis                          | neonazistisch                          | Stichwaffe                  | Zivilist                               | 1    | 0         |             |
| 22. Juli 2011     | Oslo, Utøya | Anschläge in Norwegen 2011         | Anders Behring Breivik            | rechtsextremistisch                    | Autobombe, Schusswaffen     | Regierungsviertel, Jugendcamp in Utøya | 77   | 319+      |             |
| 10. August 2019   | Bærum       | [ 6 ] [ 7 ] [ 8 ]                  | Philip Manshaus (Rechtsextremist) | rechtsextremistisch                    | 2 Schrotflinten, Pistole    | Moschee                                | 1    | 1 (+1)    |             |
| 25. Juni 2022     | Oslo        | Anschlag von Oslo am 25. Juni 2022 | Zaniar M.                         | islamistisch, LGBTQ-feindlich          | Automatische Schusswaffe    | Nachtklub                              | 2    | 21        |             |